# Lloyd Dyer
Pour les articles homonymes, voir Dyer.
Lloyd Richard Dyer (né le 13 septembre 1982 à Birmingham) est un footballeur anglais. Il joue depuis 2016 au poste d'ailier. Il est sans club.

## Carrière
En janvier 2006, Lloyd Dyer est transféré gratuitement à Millwall, mais avec la contrepartie que West Bromwich Albion toucherait 50 % dans le cas d'une éventuelle revente. Mais Dyer connaît des problèmes familiaux qui le pousse, deux mois plus tard, à demander l'annulation de son contrat, ce que la direction de Millwall accepte, comme l'indique son entraîneur David Tuttle : « C'est frustrant mais si un joueur n'est pas bien pour des raisons personnelles, il n'y a pas de raison d'insister pour qu'il reste. »
Son contrat résilié, Dyer signe durant l'été au club de Milton Keynes Dons pour une durée de deux saisons. Il reste deux saisons au club et y joue une centaine de matchs, gagnant notamment le titre de champion de League Two et le Football League Trophy, tous deux en 2008. À l'issue de son contrat, il refuse une prolongation de celui-ci et s'engage à Leicester City où il signe un contrat de 3 ans.
Le 14 février 2016, il rejoint Burnley.
Le 25 juillet, il rejoint Burton Albion.
Le 24 septembre 2018, il rejoint Bolton Wanderers .

## Palmarès
Milton Keynes Dons
- League Two
  - Vainqueur : 2008
- Football League Trophy
  - Vainqueur : 2008

 Leicester City
- League One
  - Vainqueur : 2009
- Championship
  - Vainqueur : 2014